# Marga Sungsang
Marga Sungsang is een bestuurslaag in het regentschap Banyuasin van de provincie Zuid-Sumatra, Indonesië. Marga Sungsang telt 2850 inwoners (volkstelling 2010).